# Правительство Северной Македонии
Правительство Северной Македонии (макед. Влада на Северна Македонија) — орган исполнительной власти Северной Македонии. Состоит из Председателя и министров (вице-премьеров). Председателем правительства — премьер-министром Северной Македонии является лидер победившей на выборах партии. Сейчас это Зоран Заев. Председатель Правительства и министры обладают неприкосновенностью, не являясь депутатами Собрания Северной Македонии. Члены Правительства, на период наделения их полномочиями, невоеннообязаные.
Правительство имеет право подать в отставку.

## Полномочия
- утверждает порядок исполнения законов и других распоряжений Собрания и отвечает за их выполнение;
- предлагает законы, республиканский бюджет и другие общие акты,
- принимаемые Собранием;
- предлагает территориальный план развития Северной Македонии;
- предлагает решения по использованию резервов Северной Македонии и контролирует их исполнение;
- принимает постановления и другие акты о соблюдении законов;
- утверждает основы внутренней организации и деятельности министерств и других органов управления, направляет и контролирует их работу;
- высказывает мнения о предложенных законах и других общих актах, которые предлагаются Собранию другими имеющими полномочия субъектами;
- принимает решения о признании государств и правительств;
- устанавливает дипломатические и консульские отношения с другими государствами;
- принимает решение об открытии дипломатическо-консульских представительств за рубежом;
- предлагает кандидатуры послов и представителей Северной Македонии за рубежом и назначает глав консульских представительств;
- предлагает кандидатуру публичного прокурора;
- назначает и освобождает от занимаемой должности других должностных лиц в соответствии с Конституцией и законом и занимается другими вопросами, предусмотренными Конституцией и законом.